# Strabomantinae
Strabomantinae – monotypowa podrodzina płazów bezogonowych z rodziny Craugastoridae.

## Zasięg geograficzny
Podrodzina obejmuje gatunki występujące od Kostaryki przez mokre tropikalne regiony Kolumbii, północnej Wenezueli, Ekwadoru, wschodniego Peru i zachodniej Brazylii.

## Systematyka
Rodzaj zdefiniował w 1863 roku niemiecki zoolog Wilhelm Peters w artykule poświęconym opisowi nowego rodzaju węży i różnych innych płazach ze zbiorów Muzeum Historii Naturalnej w Berlinie, opublikowanym w czasopiśmie Monatsberichte der Königlichen Preussische Akademie des Wissenschaften zu Berlin. Gatunkiem typowym jest (oznaczenie monotypowe) S. biporcatus.

### Etymologia
- Strabomantis: gr. στραβος strabos ‘zezowaty’; μαντις mantis, μαντεως manteōs ‘wieszcz’ (tj. żaba drzewna)[8].
- Limnophys: gr. λιμνοφυης limnophuēs ‘rosnący na błotach’, od λιμνη limnē ‘bagno, mokradło’; φυη phuē ‘wzrost’[5]. Gatunek typowy (późniejsze oznaczenie): Limnophys cornutus Jiménez de la Espada, 1870[11].
- Ctenocranius: gr. κτεις kteis, κτενος ktenos ‘grzebień’[12]; κρανιον kranion ‘czaszka’, od καρα kara, καρατος karatos ‘głowa’[13]. Gatunek typowy (oryginalne oznaczenie): Limnophys cornutus Jiménez de la Espada, 1870.
- Amblyphrynus: gr. αμβλυς amblus ‘tępy’, od αμβλυνω amblunō ‘stępić’[14]; φρυνη phrunē, φρυνης phrunēs ‘ropucha’[15]. Gatunek typowy (oryginalne oznaczenie): Amblyphrynus ingeri Cochran & Goin, 1961.

### Podział systematyczny
Do podrodziny należy jeden rodzaj Strabomantis z następującymi gatunkami:
- Strabomantis anatipes (Lynch & Myers, 1983)
- Strabomantis anomalus (Boulenger, 1898)
- Strabomantis biporcatus Peters, 1863
- Strabomantis bufoniformis (Boulenger, 1896)
- Strabomantis cadenai (Lynch, 1986)
- Strabomantis cerastes (Lynch, 1975)
- Strabomantis cheiroplethus (Lynch, 1990)
- Strabomantis cornutus (Jiménez de la Espada, 1870)
- Strabomantis helonotus (Lynch, 1975)
- Strabomantis ingeri (Cochran & Goin, 1961)
- Strabomantis laticorpus (Myers & Lynch, 1997)
- Strabomantis necerus (Lynch, 1975)
- Strabomantis necopinus (Lynch, 1997)
- Strabomantis ruizi (Lynch, 1981)
- Strabomantis sulcatus (Cope, 1874)
- Strabomantis zygodactylus (Lynch & Myers, 1983)